# Circondario di Erlangen-Höchstadt
Il circondario di Erlangen-Höchstadt è uno dei circondari dello stato tedesco della Baviera.
Fa parte del distretto governativo della Media Franconia.

## Città e comuni
(Abitanti il 31 dicembre 2023)
| Comuni del circondario | Città 1. Baiersdorf (8 074) 2. Herzogenaurach (24 674) 3. Höchstadt an der Aisch (14 063) | Comuni 1. Adelsdorf (9 382) 2. Aurachtal (3 132) 3. Bubenreuth (4 637) 4. Buckenhof (3 251) 5. Eckental (14 770) 6. Gremsdorf (1 677) 7. Großenseebach (2 456) 8. Hemhofen (5 340) 9. Heroldsberg (8 488) 10. Heßdorf (3 813) 11. Kalchreuth (3 033) 12. Lonnerstadt (2 087) 13. Marloffstein (1 555) 14. Möhrendorf (4 955) 15. Mühlhausen (1 858) 16. Oberreichenbach (1 364) 17. Röttenbach (4 749) 18. Spardorf (2 232) 19. Uttenreuth (5 007) 20. Vestenbergsgreuth (1 622) 21. Wachenroth (2 421) 22. Weisendorf (6 877) |